# 玉造 (大阪市)
玉造（日语：／）是大阪府大阪市的地區名，也是同市中央區的町名。

## 概要
為大坂城以南至真田山的地區名稱，現行住居表示為中央區森之宮中央、玉造，天王寺區玉造元町、玉造本町等，而中央區上町，天王寺區清水谷町、空清町、空堀町、餌差町、真田山町，東成區中道、東小橋等周邊地域也可屬於廣義的玉造地區。此外，北端地區也常稱做森之宮。
這一帶是工作場所住宅混合區，屬於上町台地文教區一部分。與西區川口同為大阪市區基督教的宣教據點，教會學校眾多。

## 歷史
地名來自於古墳時代此地製作勾玉的玉作部（玉造部）。
古時為交通要地，大坂的古道（街道）由此往東可至奈良、八尾、信貴山等地。 前述的玉作部與高安（現在的八尾市神立地區）的玉造部之間有玉祖道相通。
此地是石山合戰的主戰場之一，豐臣秀吉築大阪城時在這一帶建造大坂城三之丸，細川、宇喜多、蜂須賀、前田、龍造寺、淺野、片桐等在玉造設置屋敷。但全都因大坂之役化為灰燼。
在松平忠明的重建下，玉造成為武家地、町人地、年貢地混雜的區域。北半是玉造口定番的武家屋敷地，中央為町人町（玉造26町），空堀跡以南是東成郡玉造村。玉造村以玉造黑門越瓜（たまつくりくろもんしろうり，也書寫作「玉造黑門白瓜」）聞名。玉造黑門越瓜的「黑門」是來自現在中央區玉造1丁目附近，黑色的大坂城玉造門。
明治時代，原武家地、町人地在1873年（明治6年）編入東成郡西玉造村，脫離大阪市區。1889年（明治22年），西玉造村與玉造村合併為東成郡玉造町。1895年（明治28年）城東線（現在的大阪環狀線）玉造站開業後急速住宅區化，1897年（明治30年）編入大阪市。

## 主要設施

### 中央區
- 玉造稻荷神社（日语：玉造稲荷神社）
- 天主教玉造教會（聖瑪利亞主教座堂）
- 大阪女學院短期大學
- 大阪女學院中學校、高等學校（日语：大阪女学院中学校・高等学校）
- 城星學園中學校、高等學校（日语：城星学園中学校・高等学校）
- 城星學園小學校（日语：城星学園小学校）
- 大阪市立玉造小學校（日语：大阪市立玉造小学校）
- 森下仁丹（日语：森下仁丹）本社

### 天王寺區
- 玉造日之出通商店街
- 大阪府立清水谷高等學校
- 明星中學校、高等學校（日语：明星中学校・高等学校 (大阪府)）
- 大阪市立真田山小學校（日语：大阪市立真田山小学校）
- 三光神社（日语：三光神社）

## 交通

### 鐵道
- 玉造站－JR大阪環狀線，大阪市營地下鐵長堀鶴見綠地線
- 森之宮站 －JR大阪環狀線，大阪市營地下鐵中央線、長堀鶴見緑地線

鄰近車站
- 鶴橋站－近鐵奈良線、大阪線，大阪市營地下鐵千日前線
- 谷町六丁目站－大阪市營地下鐵谷町線、長堀鶴見綠地線

### 道路
- 阪神高速13號東大阪線（法圓坂出入口、森之宮出入口）
- 中央大通（日语：中央大通）
- 長堀通
- 空堀通（日语：空堀商店街）
- 玉造筋（日语：玉造筋）
- 上町筋（日语：上町筋）